# Madách Gáspár
Madách Gáspár (Alsósztregova, 1590 k.-Alsósztregova, 1647.) költő, Madách Imre egyik felmenője. 
A Madách család sztregovai ágából származott. 1616-tól Nógrád megye szolgabírája, esküdt, országgyűlési követ. 1636-tól alispán. Balassa Simon familiárisa, kékkői jószágainak prefektusa. Rimay János unokaöccse, barátja, tanítványa, költői hagyatékának őrzője; birtokában volt egy versgyűjteménye, melynek darabjait sógora, Ráday András szándékozott kiadni (elveszett). A Rimay-Madách kódex Madách Gáspár másolatában Rimaynak több írását, költeményét tartalmazza. 
Madách Gáspár kétnyelvű költő; két értekezést írt (a pestisről és a paráznaságról), és cseh nyelvről énekeket fordított. Több Cato-szentenciát versbe szedett, képmagyarázatként verset írt a hét főerényről, a főbűnökről. Néhány versében a manierista verselés durvább eszköztárát alkalmazta: érzéki leírásokat, erotikus utalásokat (Balassa János solymocskájárúl, Bendő Panna). Verstechnikája kezdetleges, ütemérzéke bizonytalan.

## Művei
- Sztregovai Madách Gáspár versei. 1590–1647; bev. Radvánszky Béla; Athenaeum Ny., Bp., 1901
- Madách Gáspár, egy névtelen, Beniczky Péter, gróf Balassa Bálint, Listius László, Esterházy Pál és Fráter István versei; sajtó alá rend. Varga Imre, Cs. Havas Ágnes, Stoll Béla; Akadémiai, Bp., 1987 (Régi magyar költők tára, XVII. század)
- Madách Gáspár–Balassi Péter: Házi patika, 1713; sajtó alá rend., utószó S. Sárdi Margit; Magyarságkutató Intézet–Attraktor, Bp.–Máriabesnyő, 2019 (Intra Hungariam...)
- Balázs-Hajdu Péter: Zsengék, töredékek, kétes hitelűek. A Madách-Rimay-kódexek Szerelmes énekek című füzetének versanyaga; Reciti, Bp., 2019 (Irodalomtörténeti füzetek)